# Menkiri bōchō

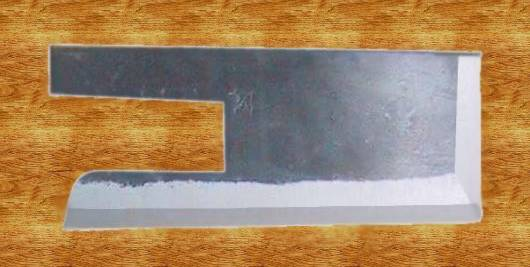
Udon kiri (fotomontaje).

Un udon kiri (うどん切, udon kiri (うどん切)) o soba kiri (そば切, soba kiri (そば切)) és un ganivet especialitzat de la cuina japonesa per fer fideus de soba i udon. El ganivet és anomenat de vegades menkiri bocho. Per fer soba o udon, la massa és prima i doblegada, i quan es talla amb el menkiri bocho per produir fideus llargs i rectangulars. Per a aquest propòsit el menkiri bocho té una fulla tallant llarga i filosa. El ganivet acostuma a ser pesat per ajudar a tallar els fideus habitualment amb un tall de moviment ràpid.